# Nanotecnologia

Representació animada d'un nanotub de carboni

La nanotecnologia és un camp de les ciències aplicades dedicat al control i manipulació de la matèria a una escala menor que un micròmetre, és a dir, a nivell d'àtoms i molècules. El més habitual és que tal manipulació es produeixi en un rang d'entre un i cent nanòmetres. Per fer-se una idea aproximada de la mida tan petita que pot tenir un nanobot (un robot de proporcions microscòpiques fet amb nanotecnologia), es pot dir que un de 50 nm té la mida de 5 capes de molècules o àtoms (depenent del material de què estigui fet el nanobot).
Nano- és un prefix grec que indica una mesura, no un objecte, de manera que la nanotecnologia es caracteritza per ser un camp essencialment multidisciplinari, i cohesionat exclusivament per l'escala de la matèria amb la qual treballa. La nanotecnologia promet solucions avantguardistes i més eficients per als problemes ambientals, així com per a molts altres que afronta la humanitat. Promet beneficis de tota classe, des d'aplicacions mèdiques noves o més eficients fins a solucions de problemes ambientals i molts altres, però el concepte de nanotecnologia encara no és gaire conegut a la societat.
Un nanòmetre és la mil milionèsima part d'un metre (10-9 metres).

## Història
Tot comença quan Richard Feynman (1918-1988), de la Universitat Tecnològica de Califòrnia, va guanyar el Premi Nobel de Física el 29 de desembre del 1959 i donà una conferència titulada En el fons hi ha espai de sobres (There's Plenty of Room at the Bottom), que va significar el principi de la nanociència. Hi afirmava:
| « | Els principis de la física, segons la meua opinió, no neguen la possibilitat de manipular les coses àtom a àtom. No és un intent de violar cap de les lleis (de la física); és quelcom, en principi, que es pot fer; però en la pràctica no s'ha fet perquè (les persones) som massa grans. | » |

Des de llavors, els científics interessats en el tema no han deixat d'investigar fins a obtenir uns resultats que han involucrat una gran varietat de ciències, com la química (molecular i computacional), la bioquímica, la biologia molecular, la física, l'electrònica, la informàtica, la medicina, la robòtica, etc.
El terme nanotecnologia va ser encunyat per Kim Eric Drexler, que el va utilitzar al seu llibre del 1986 Engines of Creation: The Coming Era of Nanotechnology. Al capítol quart del llibre, Drexler introdueix el concepte d'autoreplicació: de la mateixa manera que les cèl·lules construeixen còpies per reproduir-se, els robots moleculars dissenyats per l'ésser humà podrien autoreplicar-se. Com a conseqüència, només haurien de suportar el cost del disseny i construcció del primer robot molecular capaç d'autoreplicar-se. Aquest primer robot amb capacitat generadora (anomenat assemblador) podria fins i tot construir objectes molt més especialitzats, utilitzant com a matèria primera àtoms, energia, programari i el temps.
Altres noms d'aquesta àrea van ser Rosalind Franklin, James Dewey Watson i Francis Crick quan van proposar que l'ADN era la molècula principal que tenia un paper clau en la regulació de tots els processos de l'organisme i d'aquí es va prendre la importància de les molècules com a determinants en els processos de la vida, per solucionar molts dels problemes de la humanitat, però també podria generar armes poderosíssimes. Creador del Foresight Institute i autor de llibres com Màquines de la Creació (Engines of Creation), moltes de les seves prediccions inicials no es van complir, i les seves idees semblen exagerades a l'opinió pública.
Però aquests coneixements van anar més enllà, ja que, amb això, es va poder modificar l'estructura de les molècules, com és el cas dels polímers o plàstics que avui en dia trobem en totes les nostres llars i sense els quals no podríem viure.
Amb tots aquests avenços l'ésser humà va tenir una gran fascinació per seguir investigant més sobre aquestes molècules, ja no en l'àmbit de materials inerts, sinó en la recerca de molècules orgàniques que es trobaran en el nostre organisme.
Avui en dia en la medicina es dona més importància a la investigació en el món microscòpic, ja que es considera que és on es poden trobar les alteracions estructurals que provoquen la malaltia, i no cal dir de les branques de la medicina que n'han sortit més beneficiades, com ara la microbiologia, la immunologia, la fisiologia, i en fi, gairebé totes les branques de la medicina. Amb tots aquests avenços han sorgit també noves ciències, com és l'enginyeria genètica, de la qual tothom pot haver sentit a parlar referida al clonatge i a la millora d'espècies. Entre aquestes ciències també se'n troben d'altres no tan conegudes, com és la nanotecnologia, que es podria definir com aquella que es dedica a la fabricació de la tecnologia en miniatura.
La nanotecnologia, a diferència de l'enginyeria genètica, encara no està en procés de desenvolupament; Se la pot considerar com «una ciència teòrica»: encara no s'ha portat a la pràctica perquè encara no és viable, però les repercussions que pot comportar per al futur són immenses.

## Conceptes fonamentals
Un nanòmetre (nm) és una mil milionèsima part, o 10-9, d'un metre. En comparació, les distàncies dels enllaços carboni-carboni típiques, o els espais entre aquests àtoms en una molècula, són de l'ordre dels 0.12-0.15 nm, i una hèlix doble de DNA té un diàmetre al voltant de 2 nm. D'altra banda, les formes de vida cel·lulars més petites, els bacteris del genus micoplasma, tenen al voltant de 200 nm de llargada.
Per posar aquesta escala en un altre context, la proporció relativa d'un nanòmetre a un metre és la mateixa que la d'una boleta de jugar a bales a la mida de la Terra. O una altra manera de veure-ho: un nanòmetre és la longitud que creix la barba d'un home en el temps que tarda a alçar la navalla a la cara.
En la nanotecnologia s'apliquen dos enfocaments principals. En l'enfocament "de baix a dalt", els components i mecanismes es construeixen a partir de components moleculars que es munten sols químicament per principis de reconeixement molecular. En l'enfocament "de dalt a baix", els nano objectes es construeixen a partir d'entitats més grans sense control a nivell atòmic.
Àrees de la física com la nanoelectrònica, la nanomecànica i la nanofotònica han evolucionat durant les darreres dècades per proporcionar una fonamentació científica bàsica a la nanotecnologia.

### De simple a complex: una perspectiva molecular
La química sintètica moderna ha arribat al punt que és possible preparar petites molècules amb gairebé qualsevol estructura. Aquests mètodes es fan servir avui per fabricar una varietat àmplia de productes químics útils, com fàrmacs o polímers comercials. Aquesta habilitat planteja la qüestió d'estendre aquesta classe de control al nivell immediatament més gran, cercant mètodes per unir aquestes molècules úniques en muntatges supramoleculars que constin de moltes molècules arranjades de manera ben definida.
Aquests enfocaments fan servir els conceptes d'automuntatge molecular i/o química supramolecular per arranjar-les automàticament cap a una conformació útil a través d'una aproximació de baix a dalt. El concepte de reconeixement molecular és especialment important: les molècules es poden dissenyar de manera que una configuració o arranjament específic sigui afavorit a causa de les forces intermoleculars no covalents. Les regles d'aparellament de bases de Watson i Crick són un resultat directe d'això, com ho és l'especificitat d'un enzim adreçat a un substrat únic, o el mateix plegament específic de les proteïnes. Així, dos o més components es poden dissenyar perquè siguin complementaris i mútuament atractius de manera que facin un conjunt més complex i útil.
Aquestes aproximacions de baix a dalt haurien de ser capaces de produir dispositius en paral·lel i ser molt més barates que els mètodes de dalt a baix, però potencialment podrien quedar desbordades a mesura que la mida i la complexitat desitjada dels muntatges augmentés. La majoria de les estructures útils exigeixen arranjaments complexos –i termodinàmicament improbables– d'àtoms. No obstant això, hi ha molts exemples d'automuntatge basats en reconeixement molecular en biologia; els més notables, l'aparellament de bases de Watson-Crick i les interaccions entre substrat i enzims. El desafiament per a la nanotecnologia és si aquests principis es poden fer servir per idear estructures noves a més a més de les naturals.

### Nanotecnologia molecular: una visió a llarg termini
La nanotecnologia molecular, a vegades anomenada fabricació molecular, descriu el concepte de nanosistemes construïts (màquines a nanoescala) que operen a escala molecular. Està associat especialment amb el concepte de muntador molecular, una màquina que pot produir una estructura desitjada o mecanisme àtom a àtom fent servir els principis de mecanosíntesi. El mot «fabricació» en el context de nanosistemes productius no es refereix a les tecnologies convencionals utilitzades per fabricar nanomaterials com nanotubs de carboni i nanopartícules. Se'n hauria de distingir clarament.
Quan es va encunyar el terme nanotecnologia de forma independent per Eric Drexler (que a l'època no era conscient d'un ús anterior per Norio Taniguchi) es referia a una tecnologia de fabricació futura basada en sistemes de màquines moleculars. La base era que les analogies biològiques a escala molecular de components de màquines tradicionals demostraven que les màquines moleculars eren possibles: pels incomptables exemples que es troben en biologia, se sap que es poden produir, màquines biològiques sofisticades optimitzades de manera estocàstica.
S'espera que els desenvolupaments de la nanotecnologia faran possible construir-ne per alguns altres mitjans, potser utilitzant principis biomimètics. Tanmateix, Drexler i altres investigadors han proposat que la nanotecnologia avançada, tot i que potser al començament implementada per mitjans biomimètics, en el fons podria estar basada sobre principis d'enginyeria mecànica, és a dir, una tecnologia de fabricació basada en la funcionalitat mecànica dels components (com engranatges, coixinets, motors, i components estructurals) que permetrien el muntatge posicional programable, amb especificacions atòmiques. L'actuació física i l'enginyeria de dissenys exemplars s'analitzen en el llibre de Drexler Nanosistemes.
En general és molt difícil muntar mecanismes a escala atòmica, donat que tot el que hi ha per col·locar àtoms són uns altres àtoms de mida i enganxositat comparables. Una altra punt de vista, posada plantejat per Carlo Montemagno, és que els nanosistemes futurs seran híbrids de tecnologia de silici i màquines moleculars biològiques. Hi ha encara un altre punt de vista, avançat per Richard Smalley, és que la mecanosíntesi és impossible a causa de les dificultats de manipular mecànicament molècules individuals.
Això va portar a un intercanvi de cartes a la publicació Chemical & Engineering News de la ACS el 2003. Encara que la biologia demostra clarament que els sistemes de màquines moleculars són possibles, les màquines moleculars no biològiques avui són només en la seva infantesa. Els líders en la recerca en màquines moleculars no biològiques són Alex Zettl i els seus col·legues als laboratoris Lawrence Berkeley i a la Universitat de California Berkeley. Han construït com a mínim tres mecanismes moleculars el moviment dels quals es controla des de la taula de treball amb un canvi de voltatge: un nanomotor nanotub, un actuador molecular, i un oscil·lador de relaxació nanoelectromecanic.
Un experiment que indica que el muntatge molecular posicional és possible va ser realitzat per Ho i Lee a la Universitat Cornell el 1999. Van fer servir un microscopi d'efecte túnel per moure una molècula individual de monòxid de carboni (CO) cap a un àtom individual de ferro (Fe) que estava en un cristall pla d'argent, i van lligar químicament el CO al Fe aplicant un voltatge.

## Recerca actual

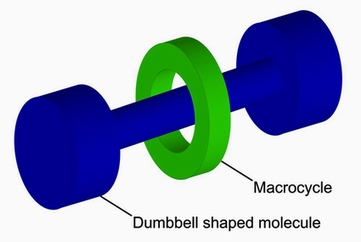
Representació gràfica d'un rotaxà, útil com a interruptor molecular.

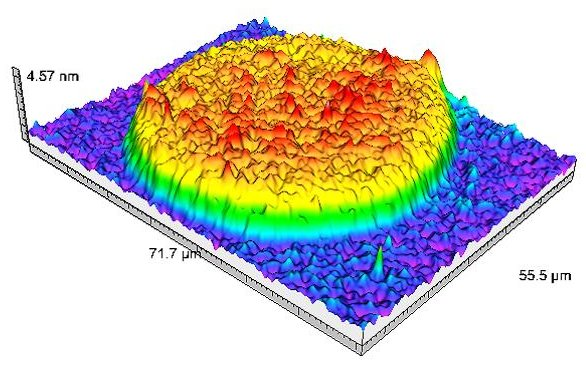
Imatge sarfus d'un bioxip de DNA elaborat amb l'enfocmant de baix a dalt.

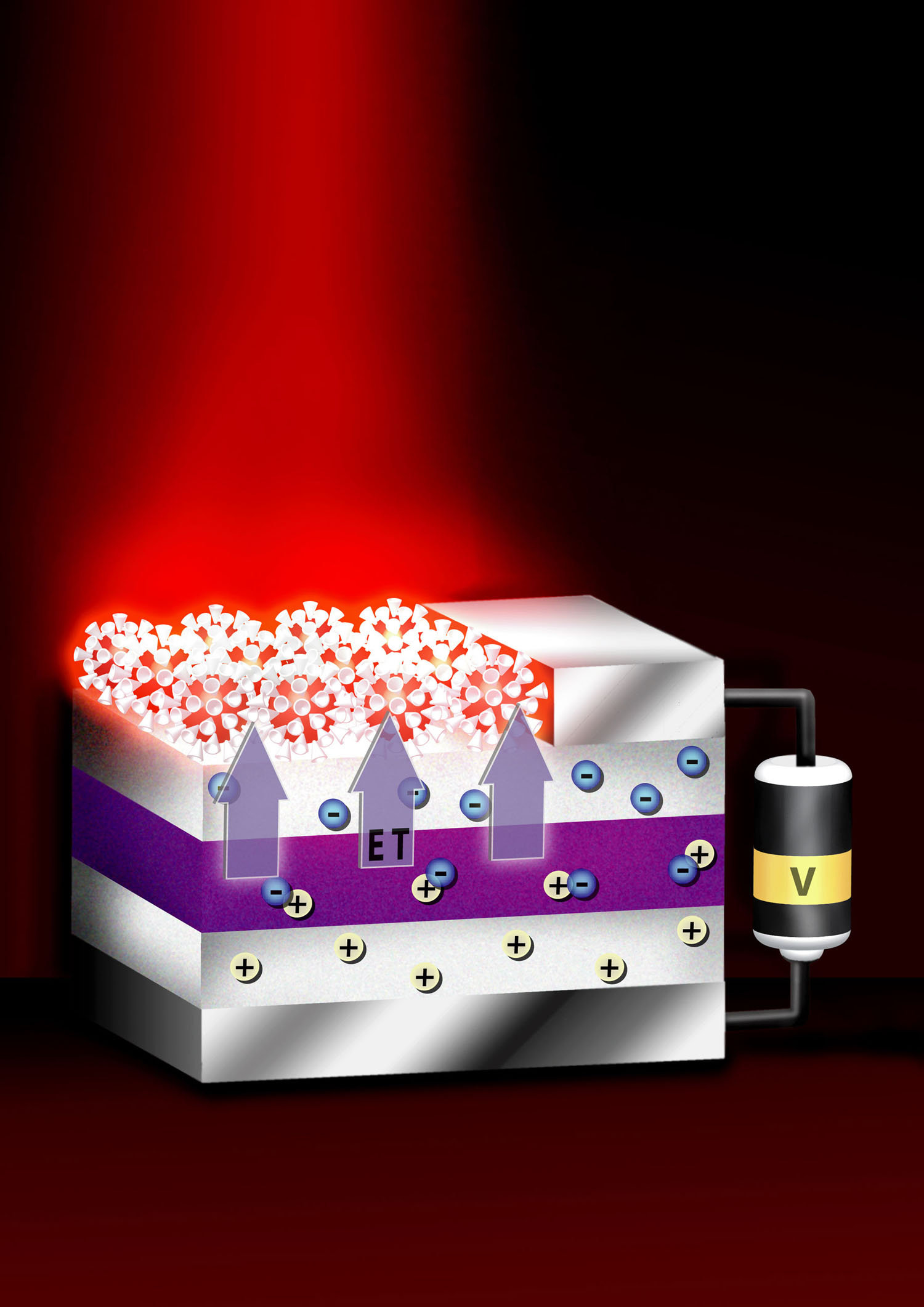
Aquest dispositiu transfereix energia des de capes primes de gruix nanometric de pous quàntics a nanocristalls de damunt seu, fent que els nanocristalls emetin llum visible.

### Nanomaterials
Això inclou subcamps que desenvolupen o estudien materials que tenen propietats singulars que sorgeixen de les seves dimensions a nanoescala.
- La ciència que estudia les Dispersions ha portat al desenvolupament de molts materials que poden ser útils en nanotecnologia, com nanotubs de carboni i altres ful·lerens, i diverses nanopartícules i nanobarres.
- Els materials a nanoescala també es poden utilitzar per a aplicacions a l'engròs; moltes aplicacions comercials presents de nanotecnologia són d'aquest tipus.
- S'han fet progressos utilitzant aquests materials per aplicacions mèdiques; vegeu Nanomedecina.
- Els materials a nanoescala es fan servir a vegades en cèl·lules solars que redueixen el cost de les cèl·lules solars de silici tradicionals
- Desenvolupament d'aplicacions que incorporen nanopartícules semiconductores perquè siguin utilitzades en la pròxima generació de productes, com la tecnologia de pantalles, il·luminació, cèl·lules solars i imatges biològiques; vegeu punts quàntics.

### Enfocaments de baix a dalt
Aquests enfocament procuren arranjar components més petits en muntatges més complexes.
- La nanotecnologia de l'ADN fa servir l'especificitat de l'aparellament de bases de Watson-Crick per construir estructures ben definides a partir del DNA i altres àcids nucleics.
- >Els enfocaments que sorgeixen des del camp de síntesi química "clàssica" també apunten a dissenyar molècules amb forma ben definida (per exemple bis peptids]).)[13]
- De forma més general, l'automuntatge molecular procura utilitzar conceptes de química supramolecular, i en particular de reconeixement molecular, per fer que els components de molècula única s'arrangin automàticament ells mateixos en una conformació útil.

### Enfocaments de dalt a baix
Aquests enfocaments procuren crear mecanismes més petits utilitzant-ne de més grans per dirigir el seu muntatge.
- Moltes tecnologies que són descendents dels mètodes convencionals de fabricació de semiconductors de silici d'estat sòlid per fabricar microprocessadors ara són capaços de crear característiques més petites que 100 nm i, per tant, cauen en la definició de nanotecnologia. Els discs durs basats en magnetoresistència gegant ja en el mercat encaixen amb aquesta descripció,[14] com també les tècniques de deposició de capes atòmica (ALD). Peter Grünberg i Albert Fert van rebre el Premi Nobel de física pel seu descobriment de la magnetoresistència gegant i les seves contribucions en el camp de la espintrònica el 2007.[15]
- Les tècniques d'estat sòlid també es poden utilitzar per crear mecanismes coneguts com a sistemes nanoelectromecanics o NEMS, que estan relacionats amb els sistemes microelectromecànics o MEMS.
- Les puntes dels microscopis de força atòmica es poden fer servir com una "capçal d'escriptura" a nanoescala per dipositar un producte químic en una superfície amb un patró desitjat en un procés anomenat Nanolitografia dip-pen. Això encaixa en el subcamp més gran de la nanolitografia.
- Els dolls de ions focalitzats poden eliminar material directament, o fins i tot dipositar material quan s'apliquen alhora gasos precursors adequats. Per exemple, aquesta tècnica es fa servir rutinàriament per crear seccions per davall de 100 nm de material per anàlisi en microscopi electrònic de transmissió.

### Enfocaments funcionals
Aquests enfocaments procuren desenvolupar components d'una funcionalitat desitjada sense considerar com es podrien muntar.
- L'electrònica molecular procura desenvolupar molècules amb propietats electròniques útils. Llavors es podrien fer servir com components de molècula única en un dispositiu nanoelectronic.[16] per un exemple veure rotaxà.
- Els mètodes químics sintètics també es poden fer servir per crear el s'anomenen motors moleculars sintètics, com en l'anomenat nanocotxe.

### Biomaterials

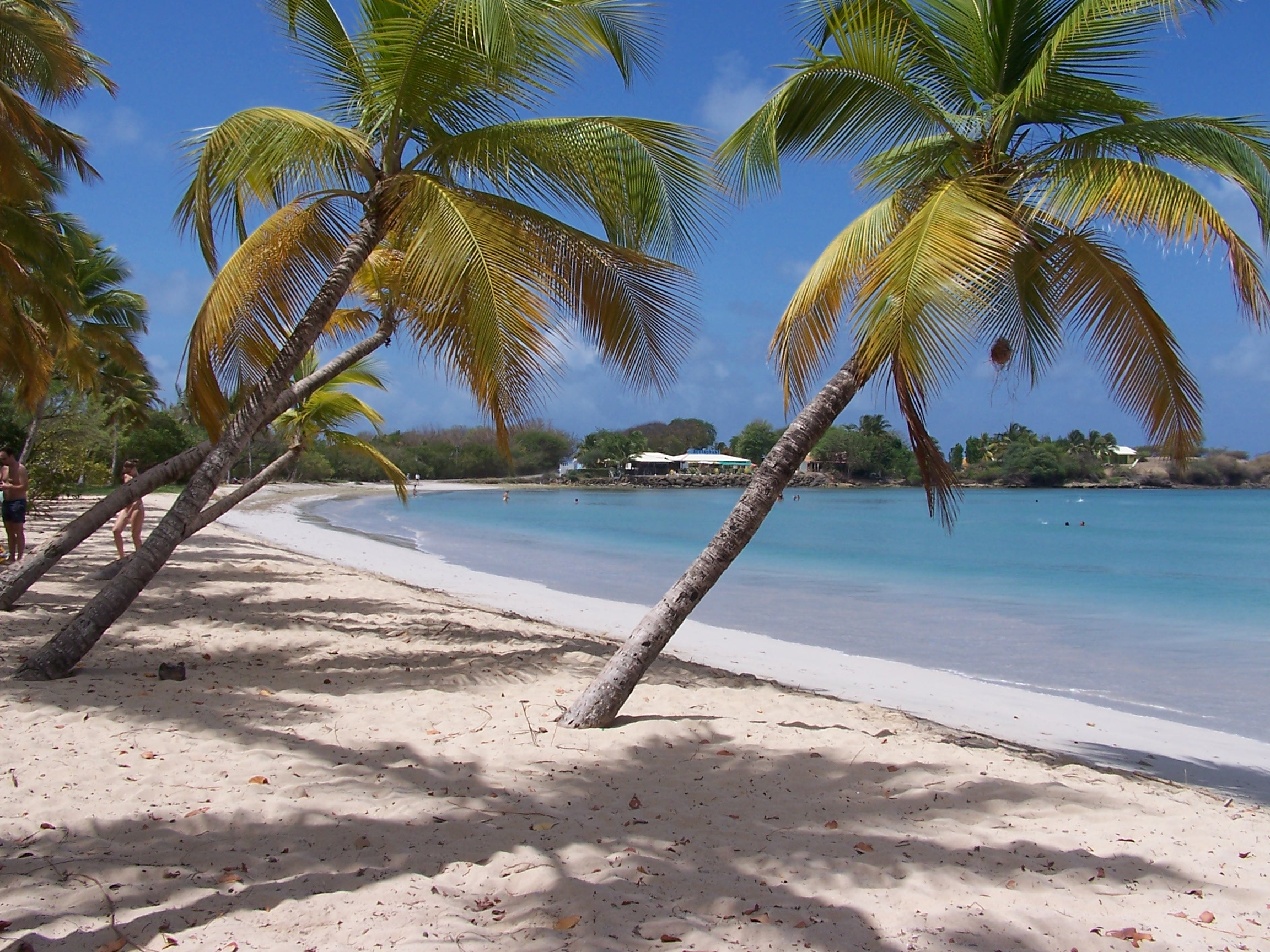
Sorra de sílice a la platja caribenya clàssica a l'illa de Martinica - Les Salines

La biomineralització (per exemple la petrificació) és bastant comú al món biològic i ocorre en bacteris, organismes unicel·lulars, plantes (per exemple fusta petrificada), i animals (invertebrats i vertebrats). Els minerals cristal·lins formats en aquest tipus d'ambient sovint presenten propietats mecàniques excepcionals (per exemple resistència, duresa, tenacitat) i tendeixen a formar estructures jeràrquiques que presenten ordre microestructural al llarg una gamma d'escales longitudinals o espacials. Típicament els minerals es cristal·litzen a partir d'un ambient que està per davall de la saturació respecte a certs elements metàl·lics com el silici, el calci i el fòsfor, els quals s'oxiden immediatament en condicions de pH neutre i baixa temperatura (0 - 40 graus C). La formació del mineral es pot produir dintre o a fora de la paret cel·lular d'un organisme, i hi ha reaccions bioquímiques específiques per a deposició mineral que inclouen lípids, proteïnes i carbohidrats. La importància de la maquinària cel·lular no es pot exagerar, i és gràcies a avenços en tècniques experimentals en biologia cel·lular i a la capacitat d'imitar l'ambient biològic que s'estan obtenint actualment progressos significatius.

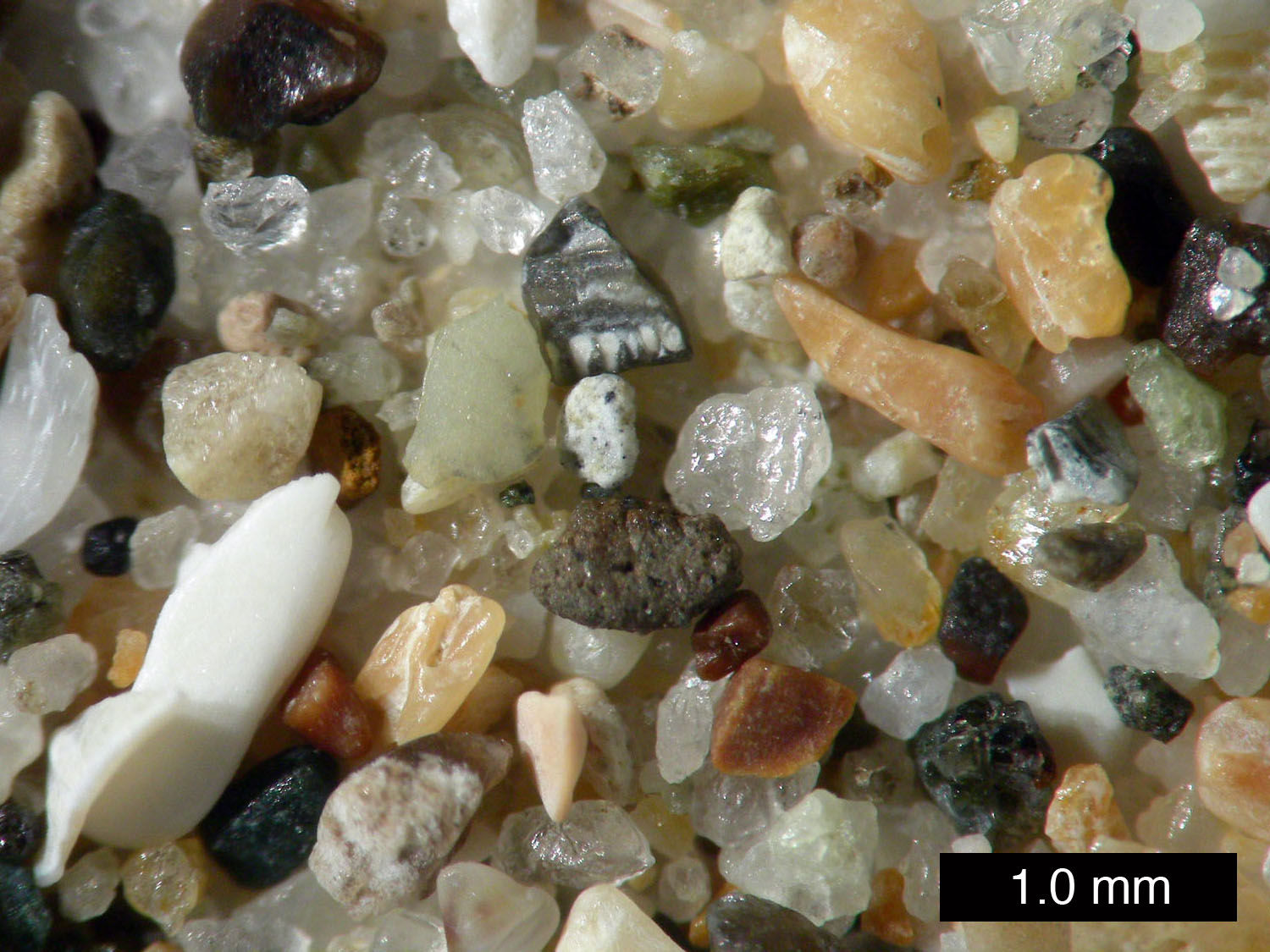
Sorra de Pismo Beach, Califòrnia conté fragments de quars, de conquilles i de roques diverses.

Els exemples inclouen silicats en algues i diatomees, carbonats en invertebrats, i fosfats de calci i carbonats en vertebrats. Aquests minerals sovint formen característiques estructurals com les closques de mar i els ossos mamífers i ocells. Els organismes han estat produint esquelets mineralitzats durant gairebé 600 milions d'anys. Els biominerals més comuns són les sals de fosfat i carbonat de calci que s'utilitzen conjuntament amb polímers orgànics com col·lagen i quitina per donar força mecànica als ossos i a les closques. Uns altres exemples inclouen coure, ferro i dipòsits d'or que impliquen bacteris.

Així, la majoria dels materials naturals (o biològics) són compostos complexes les propietats mecàniques dels quals són sovint excepcionals, considerant els components febles dels quals estan constituïts. Aquestes estructures complexes, que han sorgit de centenars de milions d'anys d'evolució, són materials que inspiren els científics interessats principalment en el disseny de materials nous amb propietats físiques excepcionals per obtenir alts rendiments en condicions adverses. Les característiques que els defineixen com la jerarquia, la multifuncionalitat, i la capacitat per auto reparar-se, s'estan investigant en l'actualitat.

Els blocs constructius bàsics comencen amb els 20 aminoàcids i continuen amb els polipèptids i polisacàrids. Aquests, al seu torn, componen les proteïnes bàsiques, que són els components primaris dels 'teixits tous ' comuns a la majoria dels biominerals. Amb ben bé més de 1000 proteïnes possibles, la recerca actual emfatitza l'ús de col·lagen, la quitina, la queratina, i l'elastina. Les fases 'dures' són sovint reforçades per minerals cristal·lins, que es nucleen i creixen en un ambient biocondicionat que determina la mida, forma i distribució dels cristalls individuals. Les fases de silicat més importants s'han identificat com hidroxiapatita, diòxid de silici, i aragonita. Utilitzant la classificació de Wegst i Ashby, s'han caracteritzat últimament les principals propietats mecàniques les estructures d'un cert nombre de ceràmiques biològiques, compòsits de polímers, elastòmers, i materials cel·lulars. Els sistemes seleccionats en cada classe s'estan investigant amb èmfasi en la relació entre la seva microestructura respecte d'una gamma d'escales de longitud i la seva resposta mecànica.

### Prospectiva
Aquests subcamps procuren preveure quines invencions podria produir la nanotecnologia, o intenten proposar una agenda al llarg de la qual la investigació podria avançar. Sovint prenen una vista en perspectiva de la nanotecnologia, amb més èmfasi en les seves implicacions a la societat que en els detalls de com es podrien materialitzar de fet tals invencions.
- La nanotecnologia molecular és un enfocament proposat que implica manipular molècules singulars de maneres deterministes controlades amb precisió. Això és més teòric que els altres subcamps i està més enllà de les capacitats actuals.
- La nanorobòtica se centra en màquines autosuficients amb alguna funcionalitat que operen a nanoescala. Hi ha esperances per aplicar nanorobots en medicina,[29][30][31] però pot no ser fàcil fer-ho a causa d'uns quants desavantatges d'aquests dispositius.[32] No Obstant Això, el progrés en materials innovadors i metodologies s'ha demostrat amb algunes patents concedides sobre mecanismes de nanofabricació nous per a aplicacions comercials futures, els quals també contribueixen progressivament en el camí cap al desenvolupament de nanorobots amb l'ús de conceptes de nanobioelectronica.[33][34]
- La matèria programable basada en àtoms artificials cerca dissenyar materials les propietats del qual es puguin controlar fàcilment, de manera reversible i externa.

## Eines i tècniques

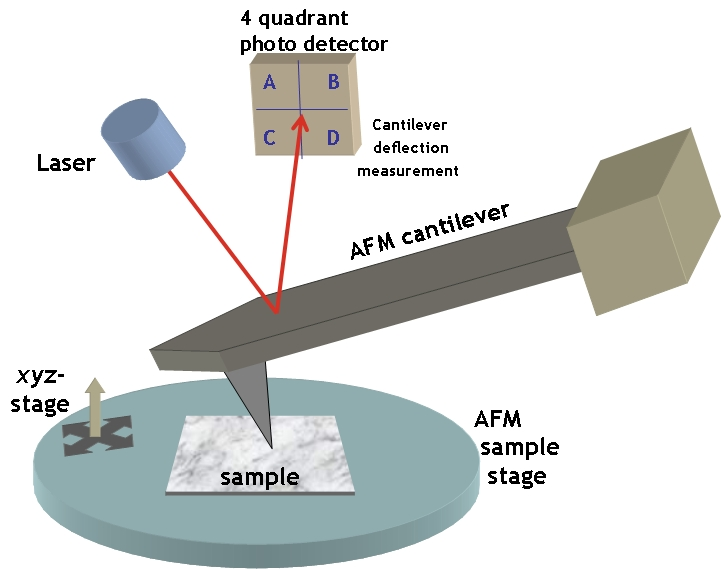
Estructura típica d'un microscopi de força atòmica. Una biga microfabricada amb una punta aguda és desviada per les característiques d'una superfície de mostra, com en un fonògraf però a una escala molt més petita. Un raig làser es reflecteix a la part posterior de la biga cap a un conjunt de fotodetectors, permetent que la desviació es mesuri i es compongui per obtenir una imatge de la superfície.

Hi ha uns quants desenvolupaments moderns importants. El microscopi de forces atòmiques (AFM) i el microscopi d'efecte túnel (STM) són dues primeres versions de sondes d'escombratge que van engegar la nanotecnologia. Hi ha altres tipus de microscòpia de sonda d'escombratge, tot va sorgir a partir de les idees del microscopi confocal d'escombratge desenvolupat per Marvin Minsky el 1961 i el microscopi acústic d'escombratge (SAM) desenvolupat per Calvin Quate i els seus col·laboradors durant els anys 1970, que fan possible veure estructures a nanoescala. La punta d'una sonda d'escombratge també es pot fer servir per manipular nanoestructures (un procés anomenat muntatge posicional). La metodologia de posicionament escombrant orientada la característica suggerida per Rostislav Lapshin sembla una forma que previsiblement permetrà implementar aquestes nanomanipulacions de mode automàtic. Tanmateix, això és encara un procés lent a causa de la baixa velocitat d'escombratge del microscopi. També es desenvolupaven diverses tècniques de nanolitografia com la nanolitografia òptica la litografia de raig X la litografia de raig d'electrons o la litografia nanoimpremta.
Un altre grup de tècniques de nanotecnologia inclouen les que es fan servir per a la fabricació de nanofilferros, les que es fan servir en la fabricació de semiconductors com la litografia ultraviolada profunda, la litografia de raigs d'electrons, el mecanitzat per raigs de ions focalitzats, litografia nanoimpremta, deposició de capes atòmica, i deposició de vapor molecular, i inclouen tècniques auto muntatge molecular com ales que fan servir copolímers dibloc. Tanmateix, totes aquestes tècniques són prèvies a l'era de la nanotecnologia, i són extensions en el desenvolupament d'avenços científics més que no tècniques ideades amb l'únic propòsit de la desenvolupar la nanotecnologia i eren resultats de la recerca en nanotecnologia.
L'enfocament de dalt a baix preveu nanomecanismes que s'han de construir peça per peça en etapes, tal com els elements que es fan a les fàbriques convencionals. La microscòpia de sonda d'escombratge és una tècnica important tant per a la caracterització com per la síntesi de nanomaterials. Els microscopis de força atòmica i els microscopis d'efecte túnel es poden fer servir per mirar superfícies i moure àtoms. Dissenyant puntes diferents per aquests microscopis, es poden fer servir per llaurar estructures en superfícies i per ajudar a guiar estructures automuntades. Actualment, és car i lent per a la producció en sèrie però molt adequat per a l'experimentació de laboratori.
Les tècniques més noves com la interferometria de polarització dual permeten als científics mesurar quantitativament les interaccions moleculars que tenen lloc a escala nanomètrica.

## Inversió
Alguns països en vies de desenvolupament ja destinen importants recursos a la investigació en nanotecnologia. La nanomedicina és una de les àrees que més pot contribuir a l'avenç sostenible del Tercer Món, proporcionant nous mètodes de diagnòstic i cribratge de malalties, millors sistemes per a l'administració de fàrmacs i eines per al monitoratge d'alguns paràmetres biològics.
Actualment, al voltant de 40 laboratoris arreu del món canalitzen grans quantitats de diners per a la recerca en nanotecnologia. Unes 300 empreses tenen el terme "nano" en el seu nom, tot i que encara hi ha molt pocs productes al mercat.
Alguns gegants del món informàtic com IBM, Hewlett-Packard (HP), NEC Corporation i Intel inverteixen milions de dòlars a l'any en el camp de recerca. Els governs de l'anomenat Primer Món també s'han pres el tema molt seriosament, amb el clar lideratge del govern nord-americà, que per aquest any ha destinat 570 milions de dòlars a l'inciativa National Nanotechnology Initiative.
A Espanya, els científics parlen de nanopressupostos. Però l'interès creix, com que hi ha hagut alguns congressos sobre el tema: a Sevilla, a la Fundació San Telmo, sobre oportunitats d'inversió, i a Madrid, amb una reunió entre responsables de centres de nanotecnologia de França, Alemanya i Regne Unit a la Universitat Autònoma de Madrid.

## Acoblament interdisciplinari
La característica fonamental de la nanotecnologia és que constitueix un acoblament interdisciplinari de diversos camps de les ciències naturals que són altament especialitzats. Per tant, els físics juguen un important paper no només en la construcció del microscopi que fan servir per estudiar aquests fenòmens, sinó també sobre totes les lleis de la mecànica quàntica. Assolir l'estructura del material desitjat i les configuracions de certs àtoms fan jugar a la química un paper important. En medicina, el desenvolupament específic adreçat a nanopartícules promet ajuda al tractament de certes malalties. Aquí, la ciència ha assolit un punt en què les fronteres que separen les diferents disciplines han començat a diluir, i és precisament per aquesta raó per la qual la nanotecnologia també es refereix a ser una tecnologia convergent.
Una possible llista de ciències involucrades seria la següent:
- Química (Moleculars i computacional)
- Bioquímica
- Biologia molecular
- Física
- Electrònica
- Informàtica
- Matemàtiques

## Aplicacions
Les presents aplicacions de la nanotecnologia són: explorar volcans, agafar informació de les missions espacials extraterrestres, simular la vida i el comportament d'insectes i altres animals, portar a terme operacions elementals en ambients perillosos (radioactius, submarins, corrosius, etc.), vigilar i activar alarmes en zones de seguretat, torneigs de sumo, catalitzadors, dessalinització de l'aigua, etc.
I com a futures aplicacions: nous sensors per a la medicina, materials més lleugers per a les indústries d'aeronàutica i automòbil, aparells tan comuns com impressores, reproductors de CDs, airbags, etc.

## Ficció i nanotecnologia
La nanotecnologia i la seva utilització en la ficció han atret l'atenció dels estudiosos. El primer ús dels conceptes de tipus nanotecnològics el trobem en la conferència titulada «There's Plenty of Room at the Bottom», exposada pel físic Richard Feynman el 1959.
El llibre d'Eric Drexler Engines of Creation publicat el 1987 presentà al públic en general el concepte de la nanotecnologia. Des de llavors, la nanotecnologia va aprèxer amb freqüència, i en una àmplia gamma d'exemples, en la ficció, actuant sovint com a justificació de fets i coses inusuals i, fins i tot, desbaratades que apareixen en la ficció especulativa.

### Exemples notables
Arthur C. Clarke, en el relat curt The Next Tenants ("Els propers arrendataris") de 1956, descriu màquines petites que operen en microescala (una milionèsima d'un metre). Tot i, tècnicament, no es escala nanomètrica (mil milionèsima d'un metre), les màquines són el primer exemple fictici dels conceptes que són associats amb la nanotecnologia. El 1969 Robert Silverberg, en el relat curt How It Was when the Past Went Away, la nanotecnologia s'utilitza en la construcció dels altaveus estèreo.
La Novel·la Prey de Michael Crichton fou un dels primers llibres temàtics vers nanotecnologia que tingué àmplia difusió, l'argument de la novel·la versa entorn un eixam de nano-robots, de mida molecular, que desenvolupen la intel·ligència convertint-se en una amenaça a gran escala.
La novel·la The Lazarus Vendetta (‘La Vendetta Llàtzer’) de Robert Ludlum, també se centra al voltant de la nanotecnologia, centrant-se principalment en la seva capacitat per curar el càncer.
La nanotecnologia també apareix en unes sèries televisives, com ara les sèries Stargate SG-1 i Stargate Atlantis, on pren la forma dels Replicadors i els Asura, respectivament. La sèrie de Trinity Blood compta amb unes nanomàquines trobades a Mart (nomenades nanomàquines Krusnik), que són presents en el cos de la protagonista (Abel Nighroad) i s'alimenten de les cèl·lules dels vampirs. Dins de l'univers de Star Trek, de Star Trek: La nova generació en endavant, els borg empren nanomàquines, anomenades nanosondes, per assimilar els individus en el seu col·lectiu. En la nova versió de la sèrie Knight Rider, i la pel·lícula, la nanotecnologia és incorporada al Knight Industries Three Thousand (KITT), cosa que li permet canviar el color i fins i tot la forma, així com proporcionar funcions com per exemple la regeneració de si mateix.
A la sèrie de televisió El Nan Roig (Red Dwarf), els "nanobots" tenen un paper important en la trama de l'última entrega de la sèrie de tres.
En els videojocs la nanotecnologia és present en les successives versions de Metal Gear Solid, a Red Faction, Crysis, la sèrie Ratchet & Clank i Deus Ex per exemple.
A la sèrie manga Battle Angel Alita: Last Order, el risc i el control de la nanotecnologia és el motor de la història.
A la pel·lícula The Day the Earth Stood Still (2008), el robot al·lienígena anomenat "Gort" es desintegra en un núvol de nanobots autorreplicants per tal de devorar la terra i les seves formes de vida en segons.
A la pel·lícula Avengers: Endgame (2019), el superheroi Iron Man construeix una nova armadura completament amb nanotecnologia. Es mostra com la seva armadura surt completament des de la peça on magatzema els nanobots, i es van juntant fins que donen forma a leva armadura. Mostra un nivell molt avançat de la nanotecnologia, ja que és capaç de controlar cada un d'ells amb el seu cervell, els nanobots donen forma a tot el que ell pensa o desitja.